# 马鞍山乡 (巍山县)
马鞍山乡，是中华人民共和国云南省大理白族自治州巍山彝族回族自治县下辖的一个乡镇级行政单位。

## 行政区划
马鞍山乡下辖以下地区：
三胜村、红旗村、青云村、河南村、三鹤村和五里巷村。

## 中国传统村落
2013年8月，青云村被评为第二批中国传统村落。